# فیلیپ بوهلر
فیلیپ بوهلر (به آلمانی: Philipp Bouhler) (زاده ۱۱ سپتامبر ۱۸۹۹ _ مرگ ۱۹ می ۱۹۴۵) یک سیاستمدار آلمانی و از سال ۱۹۳۹ تا سال ۱۹۴۱ مسئول عملیات تی۴ بود.

فیلیپ بوهلر رئیس پلیس مونیخ در زمان رایش سوم بود او تا سال ۱۹۴۱ مسئول عملیات تی ۴ یکی از عملیات‌های آلمان نازی بود که در این پروژه افراد عقب مانده و به‌طور مثال تالاسمی را از بین می‌برند. او همچنین یکی از افسران بلندپایه کابینه هیتلر بوده‌است